# Ornament fals
Un ornament fals este un fragment melodic al cărui efect aduce cu acela al unui ornament propriu-zis.
Există patru tipuri de ornamente false: glissando, portamento, arpeggiato și fioritură (a cărei variantă extinsă se numește cadență melodică).

## Glissando
Pentru definirea unui glissando (it. „alunecând”, la plural, glissandi), este necesară stabilirea unei succesiuni de două înălțimi muzicale, cu durate corespunzătoare. Glissando presupune alunecarea pe înălțime între cele două, ocupând în întregime prima durată și deloc pe ce-a de-a doua.
Efectul are ca origine muzica folclorică din vechime, presupunându-se că în primele etape de evoluție ale culturilor efectul era omniprezent în melodii. Glissandi pot fi de două feluri: propriu-ziși și falși, în prima categorie intrând cazurile în care alunecarea se face pe nesimțite, traversându-se un număr foarte mare de înălțimi intermediare; glissandi falși sunt doar o imitare a celor propriu-ziși, atunci când nu există posibilitatea de a realiza decât un număr mic de înălțimi intermediare. Efectul este folosit atât de către vocea umană, cât și de majoritatea instrumentelor muzical (fie glissandi propriu-ziși, fie falși, în funcție de posibilitățile tehnice ale fiecărui instrument). Repertoriul în care pot fi auziți glissandi include atât muzică cultă (în special modernă și contemporană, dar nu numai), cât și muzici de consum și folclor muzical.

## Portamento
Efectul este apropiat de acela de glissando, deosebirea fiind că portamenti (forma de plural) se produc doar pe ultima porțiune a primei durate. Originea este de asemenea populară. Există și portamenti nedefiniți (numai în sens descendent), care implică o coborâre după gustul interpretului a ultimei înălțimi dintr-un rând melodic (în folclor). În analogie cu glissandi, uneori se pot executa portamenti falși, aparițiile de acest fel fiind totuși mult mai rare. De regulă, portamenti sunt mai limitați ca ambitus (întindere) decât glissandi și din acest motiv pot fi executați portamenti propriu-ziși de către mult mai multe instrumente. Repertoriul este la fel de variat ca pentru glissando.

## Arpeggiato
Înseamnă „arpegiind” în limba italiană (pluralul este arpeggiati), adică executând pe rând, puțin decalat, notele dintr-un acord. În mod normal, două note consecutive din interiorul acordului trebuie executate astfel încât a doua să apară înainte de stingerea celei dintâi (totuși, unele instrumente care nu rețin sunetul decât pentru puțin timp – cum sunt clavecinul, țambalul, lăuta – nu vor putea respecta întotdeauna acest principiu). Ordinea în care se execută înălțimile componente ale acordului este cel mai frecvent ascendentă (de la cea mai gravă la cea mai acută), dar și descendentă (de la acut la grav) sau liberă (într-o ordine neașteptată).
Execuția arpeggiato este numită frecvent în limba română execuție arpegiată (de exemplu, acord arpegiat) și se opune execuției placate (acord placat, adică cu toate înălțimile atacate deodată).
Originea efectului arpeggiato este cultă, studiile de interpretare a muzicii vechi arătând că efectul era intens practicat în epoca barocă (posibil și anterior), de către instrumentele cu coarde care nu puteau susține pentru mult timp o înălțime. În cazul acestora, era de preferat arpeggiato unui acord placat, făcând posibilă auzirea în condiții mai bune a înălțimilor din acord, dar și întârziind stingerea sunetului. Multă vreme, arpeggiato nu s-a notat pe partitură și era executat după dorința interpretului.
Repertoriul este predominant instrumental (fiind realizat de către un singur instrument sau de un grup de instrumente – de exemplu, alămurile dintr-un big band), fiind totuși posibilă și abordarea sa în muzica vocală (dar atunci notarea se va face in extenso, cum de altfel se obișnuiește în cazul oricărui tip de ornamentație în muzica vocală). Un exemplu celebru de arpeggiato vocal este acordul major cu septimă mică (de dominantă) intonat de către membrii formației The Beatles în unele piese din perioada timpurie (de pildă, Twist and Shout).

## Fioritura și cadența melodică
Sunt pasaje de virtuozitate executate de instrumentiști soliști (uneori, și de către cântăreți) la încheierea unei secțiuni, a unei lucrări (în întregime), sau a unui moment solistic. Cele două nu țin cont de tiparul metric al lucrării în care se integrează și se execută liber.
Fioritura constă, de regulă, într-un pasaj dificil executat în viteză (ca un ornament extins), în vreme ce cadența melodică, mult mai amplă, poate introduce o construcție mai complexă, punând în lumină variate tehnici cu nivel ridicat de dificultate. Originea celor două este cultă, ele fiind utilizate ca ocazie de a dezvălui posibilitățile tehnice atinse de către interpret. Inițial, cele două erau doar indicate în partitură, fiind improvizate de către interpreți (în epoca barocă, chiar și în clasicism); mai târziu, ele vor începe a fi scrise, până la stadiul în care compozitorii concepeau cadențe pentru lucrări mai vechi ale altor autori (în romantism). Odată cu reluarea unor practici de interpretare a muzicii vechi, în secolul XX a fost încurajată improvizarea cadențelor de către interpreți.